# Dehradun

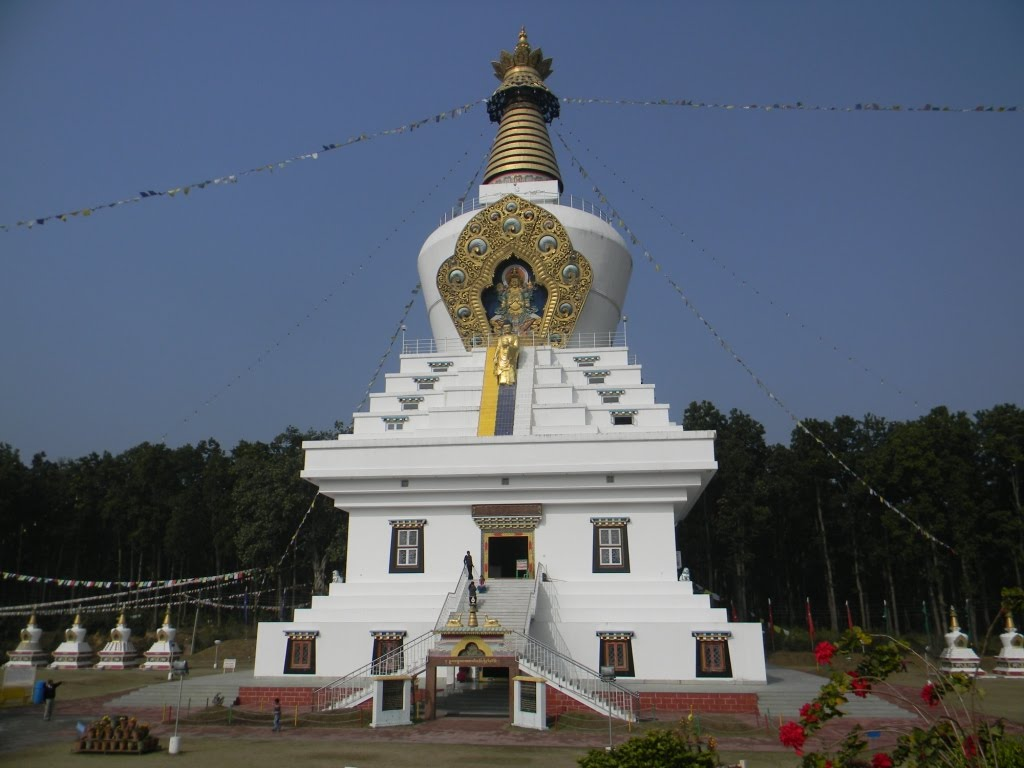
Dehradun – Buddha-Tempel

Dehradun (Hindi: देहरादून; früher auch anglisierend Dehra Doon) ist mit ca. 600.000 Einwohnern (Ballungsraum ca. 850.000) die Hauptstadt des Bundesstaates Uttarakhand in Indien. Dehradun ist auch die Bezeichnung des gleichnamigen Distrikts, der einschließlich der Stadt eine Fläche von 3088 km² hat und gut anderthalb Millionen Einwohner umfasst.

## Lage und Klima
Dehradun liegt in einem wasserreichen Tal (Doon Valley) der Siwalik-Berge, einer Gebirgskette südlich des Himalaya, in einer Höhe von ca. 640 m. Das Klima ist gemäßigt bis warm; Regen (ca. 1000 mm/Jahr) fällt überwiegend in den Monsunmonaten Juli bis September.

## Einwohner
Ca. 82,5 % der Einwohner sind Hindus, 11,5 % sind Moslems, 3,5 % sind Sikhs und etwa 1 % sind Christen. Der männliche Bevölkerungsanteil ist ca. 10 % höher als der weibliche. Man spricht zumeist Hindi oder Pahari-Dialekte.

## Wirtschaft
Die Stadt ist Sitz zahlreicher nationaler Institute und Organisationen und lebt in hohem Maße von direkten oder indirekten Unterstützungsleistungen durch den indischen Staat. In den letzten Jahrzehnten des 20. Jahrhunderts haben sich kleinere bis mittelgroße Unternehmen angesiedelt und auch der Tourismus hat einen gewissen Aufschwung genommen.
Die Stadt war der Endpunkt des Great Trigonometrical Survey und ist seitdem Sitz des Survey of India.

## Geschichte
Dehradun war früher die Hauptstadt der Bergregion Garhwal. Die Stadt war in den Gurkha-Kriegen ab 1814 Ziel der britischen Truppen. Damals wurde die nepalesische Kontrolle in der Region durch die Briten beendet. 

## Sonstiges
In Dehradun befand sich im Zweiten Weltkrieg ein Internierungslager für Angehörige von Feindstaaten (Enemy Alien, Enemy Foreigner). Unter anderem waren dort die Teilnehmer der deutschen Nanga-Parbat-Expedition von 1939 interniert: Heinrich Harrer und Peter Aufschnaiter, Lutz Chicken und Hans Lobenhoffer. Heinrich Harrer nennt in seinem Buch Sieben Jahre in Tibet als weitere Insassen des Lagers Rolf Magener, Heins von Have, Bruno Treipel, Hans Kopp, Sattler und den Italiener Marchese. Jahrelang waren dort auch der Augenarzt Alfred Leber, der Tänzer Alexander von Swaine, der Indologe Walther Eidlitz, die deutschstämmigen Buddhisten Lama Anagarika Govinda, Nyanatiloka und Nyanaponika und der Jesuitenpater Felix zu Löwenstein-Wertheim-Rosenberg (1907–1986) interniert. Harrer und Aufschnaiter gelang am 29. April 1944 die Flucht nach Tibet. 

## Söhne und Töchter der Stadt
- Sardar Mohammed Aziz Khan (1875–1933), Diplomat
- Dehra Parker (1882–1963), britische Politikerin
- Mohammed Nadir Schah (1883–1933), König von Afghanistan
- Sardar Schah Mahmud Khan (1887–1959), Politiker
- Sardar Wali (1888–1977), Botschafter und Minister
- Lucy D’Souza-Krone (* 1949), indisch-deutsche Malerin, wuchs in der Stadt auf.
- Vandana Shiva (* 1952), Physikerin
- Ramachandra Guha (* 1958), Historiker und Schriftsteller
- Himani Shivpuri (* 1960), Schauspielerin
- Arvind Krishna (* 1962), US-amerikanisch-indischer Manager
- Monisha Kaltenborn (* 1971), österreichische Juristin, Motorsport-Funktionärin und Rennstallbesitzerin
- Abhinav Bindra (* 1982), Sportschütze
- Shriya Saran (* 1982), Schauspielerin
- Meenakshi Thapar (1984–2012), Schauspielerin
- Sneh Rana (* 1993), Cricketspielerin
- Apsara Rani (* 1996), Schauspielerin